# Сухарево (Томський район)
Су́харево (рос. Сухарево) — присілок у складі Томського району Томської області, Росія. Входить до складу Богашовського сільського поселення.

## Населення
Населення — 52 особи (2010; 52 у 2002).
Національний склад (станом на 2002 рік):
- росіяни — 79 %